# Zeppara
Zeppara  (pronuncia Zèppara) è l'unica frazione del comune di Ales, in provincia di Oristano, nella regione Sardegna.
Dista circa 1,7 km dal comune di Ales e nel 2001 contava 230 abitanti.

## Storia
Appartenne al Giudicato di Arborea e fece parte della curatoria di Parte Usellus. Alla caduta del giudicato entrò a far parte del Marchesato di Oristano e dopo la sconfitta degli arborensi (1478), passò sotto il dominio aragonese, che incorporarono il paese nell'Incontrada di Parte Usellus, diventando un feudo dei Carroz conti di Quirra. Nel 1603 la contea fu trasformata in marchesato, feudo dei Centelles e poi degli Osorio, ai quali fu riscattato nel 1839 con l'abolizione del sistema feudale.

## Il Museo del giocattolo tradizionale della Sardegna
Nel piccolo centro si trova il Museo del giocattolo tradizionale della Sardegna che raccoglie tantissimi giochi e giocattoli della tradizione sarda.